# Javier Barrero
Jaime Javier Barrero López (Sotillo de la Adrada, Ávila, 18 de septiembre de 1949 - Huelva, 3 de mayo de 2022) fue un político español, diputado en el Congreso de los Diputados por la provincia de Huelva durante 33 años y vicepresidente segundo del Congreso de los Diputados (2011-2015).

## Carrera
Entre 1997 y 2008 ejerció el cargo de secretario general del Partido Socialista Obrero Español de Andalucía.
Fue diputado de la II, III, IV, V, VI, VII, VIII, IX y X Legislaturas. Se licenció en Derecho.
Fue presidente de la Autoridad Portuaria de Huelva hasta octubre de 2017.

## Actividad profesional
- Secretario primero de la Diputación Permanente
- Secretario tercero de la Mesa del Congreso
- Vocal de la Comisión de Justicia
- Adscrito de la Comisión de Interior
- Adscrito de la Comisión de Fomento y Vivienda
- Secretario tercero de la Comisión de Reglamento
- Ponente de la Ponencia encargada estudio Reforma del Reglamento (154/1)
- Vicepresidente de la Delegación española en el Grupo de Amistad con la Asamblea Nacional de Francia
- Vicepresidente de la Delegación española en el Grupo de Amistad con la Duma Rusa
- Vicepresidente de la Delegación española en el Grupo de Amistad con la Cámara de Representantes de Japón
- Vicepresidente de la Delegación española en el Grupo de Amistad con el Congreso de los Estados Unidos
- Vicepresidente de la Delegación española en el Grupo de Amistad con México